# Ibaqa Beki
Ibaqa Beki, död 1200-talet, var en av Djingis khans hustrur. 
Hon var dotter till en Keraites-ledare, Jakha Gambhu, och gifte sig med Djingis khan 1204 som en del av en politisk allians mellan honom och hennes far. Hon var nestoriansk kristen. Hon skilde sig från khanen 1206. 